# 田中卓志
田中 卓志（たなか たくし、1976年〈昭和51年〉2月8日 - ）は、日本のお笑いタレント、テレビ司会者。お笑いコンビ・アンガールズのツッコミ（まれにボケ）担当。相方は山根良顕。広島県甲奴郡上下町（現・府中市）出身。ワタナベエンターテインメント所属。

## 来歴
男3人兄弟の次男として生まれる。上下町立上下中学校入学。中学校へはヘルメットを被って40分かけて自転車で通学していた。中学生のころから建築の仕事をしたくて大工になりたいと親に相談したら、建築や設計の仕事をしたほうが儲かると言われ、建築について学ぼうと決めた。上下町立上下中学校卒業。広島県立世羅高等学校卒業後に浪人して、予備校に通っていた。1年間の浪人生活後広島大学工学部第四類建築学課程（当時）入学。二次試験の物理で満点を取った。大学生のころは建築業界を目指していたが、『ボキャブラ天国』を見てからお笑いに興味を持つ。お笑いをやるか建築士になるかで相当迷ったという。卒業論文のテーマは『骨組構造の新しい解析法』。後にこの卒論は『タモリ倶楽部』で発表された。
卒業前に同大学大学院に合格し、旭化成ホームズに推薦で就職も内定していたが、それらを辞退してお笑いの道に進むことを決意。素人発掘イベントに出場すると審査員の放送作家から「もし上京してきたら取る」と言われ上京することを決めた。海田町環境センターでごみ収集のアルバイトを行い3か月で15万円貯める。1999年3月、広島大学工学部第四類建築学課程（当時）卒業。

### 芸人を目指して
同年3月、高速バスに乗って上京。埼玉県川越市の家賃当時4万円のアパート暮らしを始め、3年間住んだ。
芸能事務所に片っ端から電話をかけオーディションに参加。上京資金も使い果たしたため、1時間電車を乗り継いだ西武球場でもぎり、狭山スキー場でリフトの補助のアルバイトを行った。大学同窓生の荒木太朗とお笑いコンビ「ラスカルズ」を結成し1年ほど活動するが、解散。

### 芸人デビュー
2000年9月ごろ、大学時代に同じ旅行サークルに所属していた山根良顕とコンビを結成。ワタナベエンターテインメントのオーディションに合格し、2002年1月にアンガールズとしてデビュー。
その後、東京都世田谷区桜新町の風呂なしアパートに引っ越し、約3年間暮らす。同じアパートには小野まじめ（クールポコ。）も住んでおり、2人ともテレビに出られるようになるまで頑張った思い出のアパートと述べている（2014年6月時点で、既にアパートは壊されている）。
2006年8月26日から27日にかけて、日本テレビ『24時間テレビ 「愛は地球を救う」』の「100キロチャリティマラソン」で山根と一緒に走った。
2008年、フジテレビ系列『はねるのトびら』で鈴木拓（ドランクドラゴン）、山本博（ロバート）と共に音楽ユニット「悲愴感」を結成。「愴」としてリーダーおよびメインボーカルを務めた。同グループは結成から3ヶ月で解散した。
2015年6月、広島県による「みんなでおせっかい ! 『こいのわ』PROJECT HIROSHIMA」のイメージキャラクターに就任、PRポスターやプロモーションムービーにも出演。
2016年5月31日、広島大学アンバサダーに就任。
2021年4月24日、フジテレビの大喜利特番『お笑い脱出ゲーム2』で、唯一脱出に成功した。
2022年1月26日、新型コロナウイルス（COVID-19）に感染したことを自身のインスタグラムで公表、2月3日から仕事復帰した。同年4月24日、フジテレビの冠番組『呼び出し先生タナカ』が放送開始。
2023年1月26日に配信された「オールナイトニッポンPODCAST アンガールズのジャンピン」ep.68で、30代の一般女性との結婚を発表した。

## 人物

### 趣味・特技
- 小学2年生から5年生までの間は空手道場に通い、空手3級[25]。広島県の県北地区空手大会で3位の成績を残す[1]。
- 中学では陸上部に所属していたため、長距離走の経験がある。しかし、世羅高校では通用しなかったため、入部を断念する[26]。芸人になった後も体型維持のため、ジョギングを続けている[27]。
- 高校時代は帰宅部[28]。夜中にラジオを聴くために帰宅したらすぐに寝ていた[28]。
- 大学時代最初の3ヶ月間は、旅行サークルとヨット部を掛け持ちしていた[29]。
- 広島東洋カープ・サンフレッチェ広島のファンであり、これが縁でチームの選手と共演したこともある[30]。苔、紅茶、囲碁、ゴルフが趣味[1]である。一般人に紛れて碁会所に打ちに行くこともある。それらがテーマとなる番組に出演することがある。

### アルバイト
- 大学時代に広島市民球場で赤のつなぎを着てジュース販売のアルバイトをしていた。
- 上京直後からは松坂大輔時代の西武ドームでアルバイトをしており、ゲートでチケットもぎり係、ホームランが出るとプレゼントされるお菓子の数を無線で指示する係、駐車場の整理係、ファウルボールを知らせる笛を吹く係、など多岐に亘り担った[31]。

### 身体
- 身長は高校生になる頃には170cmあり、高校1年で10cm、高校2年で急に成長して[28]高校3年間で18cm伸びた[32]。一週間後、数学の先生に会うと「背が高くなっていないか。目で分かるスピードで伸びている」と言われた[28][32]。父母は背が高くないが、祖父は高い[28]。兄は175cm、弟は183cm[28]。

### 家族・家
- 父、兄、弟がいる。母は元看護師[33][34]で、2021年5月に亡くなったことが2022年9月に明らかにされた[35]。広島の実家は何度もテレビ番組で取り上げられ、家族が出演している[34][36]。
- 祖父のことを番組で取材したところ、戦地で同じ部隊の上官が司馬遼太郎だったことが判明した[37]。
- 実家に愛犬のキャンディ（ゴールデンレトリーバー）とラブ（ラブラドールレトリーバー・黒ラブ）[38]がおり、田中が帰省した際にブログでしばしば登場する。キャンディは2019年3月19日に17歳で亡くなる[39]。
- 地元では近所付き合いが親戚付き合いと同じ程度に親密であったため、田中の親はマイナスなことを知られたくない事もあり、息子がお笑い芸人になろうと上京したことを周りに言えず、「東京の大学院に行っている」と嘘をついていた。しかし、アンガールズがテレビ番組に出演するようになったため、発覚してしまった[40]。
- 実家の台所の壁には、毎年ツバメの巣ができ[34]、田中のブログやInstagramには毎年ツバメのことを取り上げている[41][42][43]。

### 評価
- 『週刊女性』2017年8月1日号に掲載された成人女性1200人を対象とした、2年ぶり4回目の人気企画「抱かれたい男グランプリ2017」の「抱かれたくない男」部門のランキングで田中が1位を獲得。出川哲朗に1票差で勝利を飾った[44]。
- 2017年10月19日放送『深夜でロンドンハーツ』「スタッフ166人が現場で感じた 嫌われ系芸人リアル好感度GP」では「売れ始めても地元の番組を辞めない」「精力的なネタ作りで原点回帰」「レディーファーストな対応」など、群を抜いて高い評価を得た[45]。

### 思い出の場所
- 府中市上下町の白壁の街並みは、中学生のころ自転車通学で通っていた場所[46]。
- スペースワールドが閉園することを知りショックを受けていた。田中が大学生の頃に広島からここへ旅行していた。当時兄が福岡に住んでおり、年間パスポートを購入して何度も通った場所である[47]。

### 交友関係
- 田中は平野ノラから師匠と呼ばれ慕われているだけでなく、平野ノラにより集められた田中軍団なる芸人グループが結成され、田中も師匠として後から参加[48][49]。また、田中は、平野ノラに高級グローブをプレゼントしキャッチボールしてアドバイスしたり[49]、人生初営業に緊張していたブルゾンちえみにアドバイスを送る[50]など後輩芸人をあたたかく見守っている。使われ方がズレていて本当の魅力を発揮できていない芸人仲間のために、自ら台本を書いてライブを開催したこともある[51]。
- 2017年9月22日放送『千原ジュニアのヘベレケ』で高橋真麻から2年前の2015年に田中を好きだった時期があると告白される。真麻が「田中が好きなんだが、どう思うか」と父・高橋英樹に相談したところ「絶対にダメだ」とのことだった[52]。
- 2018年2月20日、映画『IT／イット それが見えたら、終わり。』の絶叫上映イベントに現役高校生タレント井上咲楽と共に登壇し、田中が自身の過去の交際人数を「今はいないけど、2人いた」と明かした[53][54][注 1]。
- おぎやはぎの小木博明の自宅に行くぐらいの親交があり、秋になると毎年椎茸を贈っている。小木一家と同居している森山良子の服装に驚いている[55]。田中と森山はニックネームで呼び合う間柄で、森山が出演する番組で田中がゲストで登場している[56]。田中は、森山が自宅で行うクリスマスパーティーに毎年参加して、バイオリン演奏を披露している[57]。
- 同じく独身のケンドーコバヤシとは、コバヤシより先に結婚すると違約金が発生する「地獄契約」を結んでおり、違約金は年々増額している[58][59]。
  - 2023年1月の結婚時には違約金は14億円に達していた。田中は妻に対し「違反してでも今結婚したい」と伝え、その言葉に田中の妻は一緒に借金背負ってでも彼について行こうと決心できたと語っている[60]。

### 仕事に関するエピソード
- 2010年以降は周囲から気持ち悪がられるキャラクターが面白さを呼び、ピンでの仕事が増加した。
- 2013年12月18日オフィシャルブログでNTTドコモのiPhoneを購入しスマホ芸人になったと報告[61]。2014年1月から2月までスマホ専用マガジン『週刊野球太郎』内に週1連載を持った。
- 2017年6月8日から7月9日まで東京ソラマチ スペース634で開催されたイベント『キモい展』のイメージキャラクターを務めた[62]。初日の6月8日に午前中限定で田中が来場しふれあいコーナーにて特別展示「アンガールズ田中さん展示中～え！俺が展示されるの!?」が開催され握手会を敢行[63]。また、東京会場で開催中の2017年7月1日に『キモい展』累計来場者10万人突破[64]。大阪でも2017年7月15日から8月31日まで京セラドーム大阪 9階スカイホールで開催され初日の7月15日に田中がふれあいコーナーに展示された（握手会）。東京大阪両会場でキモい展とのアンガールズ田中コラボグッズが会場限定で発売[65]。2017年11月3日から12月25日までサッポロファクトリーレンガ館2階特設会場で開催され、11月11日に田中がふれあいコーナーに展示（握手会）、会場限定クリスマス仕様「キモい展×アンガールズ田中コラボレーショングッズ」も発売[66]。
- 昨今、バイオリンも嗜んでおり、毎月開催のアンガールズのトークライブ『鉄人トーク』内コーナーで田中楽団としてバイオリンの演奏を披露している。バイオリンの先生はカープ女子神3の天野恵[67]。
- 2017年2月21日、 小嶋陽菜主催の「こじまつり～前夜祭～」（代々木第一体育館）にゲスト出演し、機材トラブルにより持参したバイオリンでエーデルワイスを生演奏披露して場を繋いだ[68]。

## ものまねレパートリー
- 江頭2:50（3時10分前名義もある）
- ジョイマン・高木
- 野々村竜太郎[69]
- タカアシガニ
- C-3PO
- 進撃の巨人
- セミ
- 土屋太鳳

## 現在の出演

### テレビ
レギュラー出演
- 所さんお届けモノです!（毎日放送・TBS系列、2017年4月9日 - ） 箱型ロボット タナカ（顔と声の出演） 役→配達係→集荷係
- そろそろ にちようチャップリン（テレビ東京、2018年10月6日 - ）
- 有吉ぃぃeeeee!そうだ!今からお前んチでゲームしない?（テレビ東京、2018年10月28日 - ）
- 土曜はナニする!?（関西テレビ、2020年4月4日 - ） - 準レギュラー出演
- ゴッドタン（テレビ東京、2020年1月11日 - ） - コーナーレギュラー「勝手にお悩み先生」担当
- 呼び出し先生タナカ（フジテレビ、2022年4月24日 - ） - MC
- ぷらぷらす（NHK総合、2022年8月16日・11月3日・12月24日・12月31日・2023年8月20日・12月28日） - MC

不定期出演
- 世界の何だコレ!?ミステリー（フジテレビ） - 「視聴者からご投稿頂いた、あなたの身近にある「何だコレ!?」を調査するコーナー」にアンガールズ田中隊長として出演
- ロンドンハーツ（テレビ朝日） - テーマによって不定期出演
- アメトーーク!（テレビ朝日） - テーマによって不定期出演
- run for money 逃走中（フジテレビ） - 出演回数の多さから、「ミスター逃走中」として紹介されている。
- 有吉くんの正直さんぽ（フジテレビ）
- タモリ倶楽部（テレビ朝日）
- 有田ジェネレーション（TBS）- 審査員として出演
- 新美の巨人たち（テレビ東京）- 建築系のテーマ回に不定期出演

### ラジオ
不定期出演
- マイあさ!「アンガールズ田中のくつろぎ紅茶館」（NHKラジオ第一、2019年5月 - ）5週に1回、日曜7:45分頃

### ネット配信
- 卓志ぃぃeeeee!（YouTube・Twitch、2018年12月7日 - ）MC

## 過去の出演

### テレビ

#### バラエティ
- はねるのトびら（2008年6月 - 9月、フジテレビ）※『悲愴感』の活動期間のみ。
- 潜在異色〜人気芸人が初めて見せるヒミツの出し物〜（2010年1月16日 - 3月27日、日本テレビ） DVD化。
- 5MEN旅（2011年4月9日 - 2012年3月21日、日本テレビ）
- しか〜も!!（2011年5月7日 - 2012年3月24日、日本テレビ）
- Sweets（2012年10月 - 2013年3月、テレビ西日本） 安田美沙子とMC
- Sweets30（2013年4月 - 2014年3月、テレビ西日本） 安田美沙子とMC
- うらやま市（2013年4月13日 - 6月29日、テレビ東京）
- NOTTV特別番組「アンガールズ田中の"田中が考え中TV"」（2013年2月24日、NOTTV1）
- 七人のコント侍（2013年4月・5月、2014年4月 - 7月、2015年6月・7月、2016年6月 - 8月、NHK BSプレミアム） - 第1期、第6期、第10期、第14期。
- 笑UP！『コカタクTV』（2013年10月 - 2014年3月、NOTTV1） - 毎月第3月曜 コカドケンタロウ（ロッチ）と出演。後続番組は「コカタクちゃん」。
- 青山ワンセグ開発（2014年4月、NHK Eテレ） - バトル1顧問
- コカタクちゃん（2014年4月7日 - 9月、NOTTV1） - 毎週月曜 コカドケンタロウ（ロッチ）と出演。
- SICKS〜みんながみんな、何かの病気〜（2015年10月10日 - 12月26日、テレビ東京） - レギュラー[75]。コント番組。
- 嫉妬に身を焦がすBAR（2017年1月3日 - 1月31日、テレビ朝日　お願い!ランキング 1部　毎週火曜24:50～） バーの客 役
- 理系いたずらグランプリ!（2017年5月14日、テレビ朝日） MC
- バイキングMORE （フジテレビ､ 2018年4月 - 2022年4月1日[23]） - 金曜レギュラー（2014年4月のバイキング放送開始から最終週まで出演し続けた8人のうちの1人で、木→月→水→金と移動した）
- こんなオジさんだけど混ぜてもらっていいですか?（2019年2月4日・2月11日、テレビ朝日）スタジオMC
- ハレモノ女カルテ（2020年4月26日、テレビ朝日）MC
- 元日放送有吉の冬休み直前!指原・こじはるの絶景スポットを巡る女子2人旅!（2020年12月31日、フジテレビ）[76]

#### ナレーション
- 大家族和田サンち（2011年-2014年、日本テレビ）
  - 総勢22人の大家族和田サンち チビッコたちが大暴れスペシャル（2011年10月29日）
  - 4男1女総勢22人!大家族和田サンち チビッコたちは冬も大暴れ!（2012年1月28日）
  - 密着400日!新しい大家族!和田サンち チビッコ大暴れ&また産まれたよ（2012年7月29日）
  - 猛暑だってチビッコたちは大暴れ＆7人目が産まれるよ!SP（2013年9月28日）
  - 夏休み旅行でチビッコたちは大暴れ＆爆笑映像（2014年8月30日）
- さまぁ〜ず堀内健の「正月なのにさまぁ〜ホリDAY」（2014年1月1日、フジテレビ）
- 私の嫌いな探偵 presents ラッキースポット探偵ツアー!（2014年1月3日、テレビ朝日）
- 収穫!ヤサイ王国（2014年3月21日、テレビ東京）
- 久本雅美の女芸人大新年会（2018年1月6日、NHK BSプレミアム） 声の出演
- 世界ふれあい街歩き（2018年2月13日、NHK BSプレミアム） 声の出演

#### 教養番組
- みんなで碁! GO HAPPY!!（2009年10月4日 - 2010年、囲碁・将棋チャンネル）
- 人材ハッケン伝（2010年8月24日、NHK総合）-　清水建設
- 極める! 田中卓志の紅茶学（全4回）（2011年6月度、NHK Eテレ、NHKワールド・プレミアム）
- 大科学実験スペシャルやってみなくちゃわからない!（2011年7月18日、NHK Eテレ） - 科学実験解説者として出演。
- Live Nippon（2014年10月 - 2015年、BS朝日） - 不定期コメンテーター
- デザインの梅干（2015年2月19日 - 3月26日、NHK Eテレ） - 全6回。
- 苔旅 〜青森・奥入瀬の苔天国を行く〜（2015年9月15日、BS朝日） - 芸能界では数少ない苔ファンの本上まなみとアンガールズ田中が2人きりで“苔の聖地”青森県・奥入瀬渓流を巡る旅。
- 海のハンター サメ 限界探検 〜最強!ホホジロ・タイガー・オオメジロを追う〜 (2016年7月10日、BSジャパン) - 大家志津香(AKB48)とともにMC
- ららら♪クラシック（2016年8月13日、NHK Eテレ） 「ららら探偵事務所」調査員・シャーロック田中
  - ららら♪クラシック クエスチョンスペシャル（2017年1月21日） バイオリンの穴は、なぜ「f」の形なのですか？
- リソウの夫婦 入門編（2016年9月18日、NHK総合）

### CM
- サントリー　炭酸飲料『バブルマン』（2005年4月・7月） - バブルマン 役（声の出演）
  - 「発散体操篇」通常バージョン
  - 「発散体操篇」熱唱バージョン - 田中が歌も担当。
  - 「ビーチで発散篇」 - バブルマンの恋人・バブル子 役：田中母（声の出演）。
- バンダイ　データカードダス『仮面ライダーバトル ガンバライド』（2012年4月）
- ソーシャルゲーム 『進撃の巨人-反撃の翼-』（2013年4月） - 巨人 役
- グルメ・クーポン情報サイト 『ホットペッパーグルメ』 「サマ会」（2014年7月）
- キリンビバレッジ　『午後の紅茶』「ティーガール 夏」篇（2016年）[77]
- 日本心臓財団 心臓の『叫び』支援キャンペーン（2018年） テレビ・ラジオCMの声（ムンク 役）[78]

### ラジオ
- RADIPEDIA JUJU（2011年5月30日・2011年11月14日、J-WAVE）
- セパ対抗！今日は一日プロ野球ソング三昧（2015年2月11日、NHK-FM） - ゲスト出演、および、プレイリスト1.それいけカープ（始歌式） 歌:田中卓志
- NHK福岡 18(イチハチ)voice 〜18歳の羅針盤〜（2017年1月9日、NHKラジオ第1（NHK福岡放送局））

### ネット配信
- タナカとコカド（2012年1月、GyaO!ワタナベプラス） - コカドケンタロウ（ロッチ）と共演。
- コカタクC（2012年、GyaO!ワタナベプラス） - コカドケンタロウ（ロッチ）と共演。
- 第1回囲碁電王戦（2014年2月11日、ニコニコ生放送） - 大盤解説
- ニコニコ超会議3 超囲碁「戸島花 vs アンガールズ田中」（2014年4月26日、ニコニコ生放送） - 戸島花と対戦。
- リアル女くどき飯「峰なゆか×田中卓志（アンガールズ）」（2016年1月 - 2月10日、MBSオンデマンド） - その模様がマンガ化され「特別編:アンガールズ・田中卓志×峰なゆかのウナギ屋デート編」として書籍『女くどき飯』（峰なゆか 著）に収録
- 有吉弘行の脱ぬるま湯大作戦（2018年8月3日 - 、Amazonプライム・ビデオ）

### イベント
- 映画『ダーク・シャドウ』DVD&ブルーレイリリース記念特別イベント（2012年10月2日） 田中がバーナバス・コリンズに扮して登場。
- 海外ドラマDVD『Zネーション＜ファースト・シーズン＞』日本初上陸記念　特別ニコ生イベント＜昼下がりのゾンビ祭!!＞（2015年7月6日） 田中がゾンビに扮して登場（ゾンビアイドル小明が田中にゾンビメイクを施した。）
- ミチコさんとみね子さんに相談してみようか（2015年11月23日東京・下北沢駅前劇場、2016年4月1日東京・小劇場B1）
- 井森美幸デビュー30周年記念イベント（2016年3月12日、東京・草月ホール）
- 平塚市まちづくり財団 文化講演会「聞いてみよう！知ってみよう！IGOってなぁ〜んだ!」（2016年8月7日、平塚市中央公民館大ホール） 囲碁イベント
- 映画『ライト/オフ』公開直前絶叫ドッキリ消灯式イベント（2016年8月22日） 田中が黒タイツ姿で登場。
- 映画『アリス・イン・ワンダーランド/時間の旅』MovieNEX発売記念イベント（2016年11月7日） 田中がマッドハッターに扮して登場。
- ハリウッド版Netflix『DEATH NOTE/デスノート』公開イベント（2017年8月24日） 田中が死神“リューク”に扮して登場[79][80]。
- 映画『IT／イット それが見えたら、終わり。』絶叫上映イベント(Blu-rayおよびDVD発売記念イベント)（2018年2月20日） 田中が殺人ピエロ“ペニーワイズ”に扮して登場。
- 日東紅茶デイリークラブ50周年記念イベント（2018年3月20日） 田中が“Mr.デイリークラブ”として登場[81]。

### 舞台
- 田中が考え中（2011年12月 - ） 田中が脚本・演出。
  - 第0幕（2011年12月、新宿シアターモリエール）
  - 第一幕（2012年4月、北沢タウンホール）
  - 第二幕（2013年1月、下北沢 本多劇場）
  - 田中が作戦中（2014年4月23日、俳優座劇場）
  - 第三幕（2014年9月12日・13日、下北沢 本多劇場）
  - ミニ田中が考え中（2016年4月25日・26日、下北沢 本多劇場） - 「アンガールズ単独ライブ2016」内で上演

### テレビドラマ
- ケータイ捜査官7 第16話 （2008年7月30日、テレビ東京） - 笹木恵一 役
- 6時間後に君は死ぬ（2008年9月28日、WOWOW） - 沼田 役
- 仮面ライダーフォーゼ（2011年9月 - 2012年8月、テレビ朝日） - 大杉忠太 役
- レベル7（2012年5月28日、TBS・月曜ゴールデン） - 巡査 役
- 事件屋稼業（2013年5月17日、フジテレビ・金曜プレステージ） - 吉田 役
- お兄ちゃん、ガチャ 第1話（2015年1月11日、日本テレビ） - 田中 役
- 容疑者は8人の人気芸人（2015年4月18日、フジテレビ） - 本人役（特別出演）。中盤での「これまでのあらすじ」のナレーションも担当。
- NHK連続テレビ小説「まれ」（2015年4月13日、NHK） - 田中光男 役
- 侠飯〜おとこめし〜 第6話パスタの代わりに!?絶品侠のナポリタン（2016年8月27日、テレビ東京） - ラブイリュージョン香川 役
- 仮面ライダージオウ 第5話・6話（2018年9月30日・10月7日、テレビ朝日） - 大杉忠太 役（友情出演）
- 世にも奇妙な物語’24 冬の特別編「第1回田中家父親オーディション」（2024年12月14日、フジテレビ） - 主演・田中賢一 役[82]

### 映画
- 男はソレを我慢できない（2006年、キネティック） - 赤パン 役
- かちこみ!ドラゴン・タイガー・ゲート（2007年、ギャガ） - メガネ 役（吹替）
- 劇場版 怪談レストラン（2010年公開、東映） - 解剖模型 役
- 仮面ライダーシリーズ（東映） - 大杉忠太 役
  - 仮面ライダー×仮面ライダー フォーゼ&オーズ MOVIE大戦MEGA MAX（2011年12月10日公開）
  - 仮面ライダーフォーゼ THE MOVIE みんなで宇宙キターッ!（2012年8月4日公開）
  - 仮面ライダー×仮面ライダー ウィザード&フォーゼ MOVIE大戦アルティメイタム（2012年12月8日公開）
  - 仮面ライダー平成ジェネレーションズ FINAL ビルド&エグゼイド with レジェンドライダー（2017年12月9日公開）
- おしい！広島県観光PRドラマ『おしい！広島県 THE MOVIE2』（2013年）インターネットで公開
  - おしい！広島県 THE MOVIE2
  - おしい！広島県 THE MOVIE2 15秒予告編
  - おしい！広島県 THE MOVIE2 2分30秒予告編
  - おしい！広島県 THE MOVIE2 メイキング （山根 THE MOVIE）

広島県観光課職員 役：田中卓志、広島県副知事 役：河原さぶ、副知事の娘（田中の恋人）役：戸田菜穂

## 音楽活動歴
- U.N.O.BAND（2005年11月23日 - 2005年12月2日）
- アンガールズと準国産（2006年） 書籍「生協の白石さん 木洩れ日」に封入のCDを制作。
- 悲愴感（2008年6月 - 9月）
- エアバンド
  - エアバンド（2008年7月16日 - 2009年12月31日）
  - エアバンド feat.雄&直（2008年）
  - エアヴィジュアルバンド（2010年 - 2011年）
  - エアメタルバンド feat.冠徹弥（2011年）
- 田中楽団（2012年2月8日 - 、アンガールズが毎月開催しているトークライブ『鉄人トーク』内コーナー）
- MCU＆MC卓志ぃぃeeeee！(2020年 - 、2021年に「ピコビットブラザーズ」と改称。

## ディスコグラフィ

### 田中卓志
田中卓志ソロボーカルシングル曲。
- 8cmシングル『みぞれ恋』（DVD「88」イベント非売品、TDKコア　88-TOKU）カラオケ付き。

### U.N.O.BAND
田中がギター、ボーカルを担当。
- Maxiシングル『NO.1』（2005年11月23日、EPIC RECORDS JAPAN　ESCL2742）
- 着うた『1224（Silent Night ver.）』（2005年12月21日）

### アンガールズと準国産
田中と山根がボーカル、白石さんが作詞作曲。
- 『木漏れ日』（2006年12月4日、書籍「生協の白石さん 木洩れ日」にCD封入） ISBN 9784062137706

### 悲愴感
愴（田中）がリーダーでありメインボーカルを務めた。
- Maxiシングル『悲愴感（DVD付き）』（2008年8月27日、PONY CANYON　PCCA-02759）

### ピコビットブラザーズ
田中とMCU (ラッパー)のラップユニット。
- MCU＆MC卓志ぃぃeeeee！『有吉eeeeeeee』（2020年3月1日無料配信、2021年12月6日ピコビットブラザーズ名義で有料配信）
- ピコビットブラザーズ with 石田ちゃん『IIコンの一撃』（2021年12月6日有料配信）

## 連載
- アンガールズ田中の「田中革命」（角川書店・月刊誌『福岡Walker』内）
- 野球芸人・アンガールズ田中卓志の鯉バナ〜広島東洋カープファン増殖計画（2014年1月14日 - 2月11日（週1連載、全5回）、スマホ専用マガジン『週刊野球太郎』内）
- 「番外地」田中卓志 × 紅茶（田中卓志 紅茶を語る）（2014年11月14日号（第2号） - 、毎月第2金曜、『読売中高生新聞』内）
- 家好き芸人・アンガールズ・田中が行く!建築家の自邸探訪（扶桑社 住まいの設計 2018年9月号 - 2023年6月号）

## 書籍
- 家好き芸人アンガールズ・田中が行く!建築家の自邸探訪（2022年9月28日、扶桑社）ISBN 9784594619473[83]
- ちょっと不運なほうが生活は楽しい（2023年8月31日、新潮社）ISBN 978-4-10-355281-9[84]

## DVD
- 芸能人落語研究会「お後がよろしいようで」完全版（2007年10月、ビクターエンタテインメント）
- 潜在異色（2010年、Happinet、全3巻）
- LIVE! 潜在異色 特別版 【SUIDOBASHI秘宝館】（2010年、Happinet）
2010年5月 東京・JCBホール 公演を収録。
- ゴッドタン キス我慢選手権ニューワールド（2013年3月）
〜田中&日村 ふたりキス我慢選手権〜（アンガールズ田中、成瀬心美、バナナマン日村）
- 七人のコント侍 第1期 BEST SELECTION（2014年12月17日、ポニーキャニオン）